# Dasyphyllum weberbaueri
Dasyphyllum weberbaueri là một loài thực vật có hoa trong họ Cúc. Loài này được (Tovar) Cabrera mô tả khoa học đầu tiên năm 1959.